# Anthurium fosteri
Anthurium fosteri är en kallaväxtart som beskrevs av Thomas Bernard Croat. Anthurium fosteri ingår i släktet Anthurium och familjen kallaväxter. Inga underarter finns listade.